# Рябухинсько-Північно-Голубівський газоносний район
Рябухинсько-Північно-Голубівський газоносний район — належить до Східного нафтогазоносного регіону України і охоплює територію південно-східної частини північної прибортової зони ДДЗ. Промислова газоносність встановлена глибоким бурінням в середньо- і нижньокамяновугільних відкладах. Станом на 2004 рік на території району розвідано 15 родовищ, всі які належать до виду газоконденсатних.